# كورتيس لين كولير
كورتيس لين كولير (بالإنجليزية: Curtis Lynn Collier)‏ هو قاضي ومحامي أمريكي، ولد في 1949 في ماريانا في الولايات المتحدة.